# Abraham Saugrain
Abraham Saugrain est un libraire-imprimeur français né à Lyon en 1567, et mort à Paris le 22 avril 1622.

## Biographie
Abraham Saugrain est le fils de Jean Saugrain, protestant, fondateur d'une dynastie de huit générations de libraires, qui a été d'abord libraire-imprimeur à Lyon à partir de 1550, puis à Pau de 1573 à sa mort en 1586, et de sa première femme, Claudine Vallet.
Après s'être formé auprès de son père et de son frère, Jean Saugrain (v.1566-1622) libraire-imprimeur à Poitiers à partir de 1583, puis à Orléans où il rencontre sa future femme, Espérance Cellier, fille de marchand, il s'est installé à Paris en 1587 où il perfectionne sa connaissance du métier de libraire auprès de Jean Cavellat (mort en 1590), libraire à « La Salamandre ». Jean Cavellat avait des relations avec les libraires lyonnais et représente Benoît Rigaud et de Barthélemy Honorat à Paris. Il s'associe au libraire Guillaume Des Rues, libraire-juré en 1596. En 1596, Abraham Saugrain ouvre sa première librairie rue Saint-Jacques, puis il s'installe à l’Isle du Palais, « du côté du Pont de Bois ».
De son mariage à Paris en 1595 avec Espérance Cellier vont naître dix enfants, dont Charles I Saugrain (1611-1679) qui a poursuivi la tradition du métier de libraire.
En 1597, Catherine de Navarre l'engage à son service. Le 16 juin 1597, il obtient le titre de « libraire et relieur ordinaire de la Reine ». Il est reçu libraire-juré le 30 juin 1601.
Bien qu'Abraham Saugrain édite des ouvrages d'auteurs protestants comme Olivier de Serres, il ne semble pas être protestant et aucun de ses descendants le sont.
Après son décès, le 22 avril 1622, son épouse Espérance Cellier poursuit son activité jusqu'à sa mort, le 8 décembre 1640.

## Ouvrages publiés
- Joseph Duchesne, Ad veritatem hermeticae medicinae stabiliendam, 1604
- Récit de l'entrée solemnelle et remarquable faite à Rome, par Dom Philippe Francois Faxicura, 1616
- Libre discovrs fait av roy, svr la conclvsion de la paix., 1616
- Louise Bourgeois Observations diverses de Lovyse Bovrgeois ditte Bovrsier Sage-femme de la Royne, 1617

Il a aussi publié plusieurs ouvrages d'Olivier de Serres :
- Théatre d'agriculture et Mesnage des champs d'Olivier de Serres, seigneur du Pradel, Paris, Abraam Saugrain, 1603, 2 revue et augmentée par l'auteur. Ici est représenté tout ce qui est requis et nécessaire pour bien dresser, gouverner, enrichir et embellir la Maison rustique éd.. Abraham Saugrain a aussi publié la 3e édition en 1605, le 6e et 7e éditions et 1615 et 1617.
- La seconde richesse du meunier-blanc, qui se trouve en son escorce, pour en faire des toiles de toutes sortes, non moins utile que la soye, provenant de la feuille d'iceluy. Eschantillon de la seconde édition du Théatre d'agriculture d'Oliver de Serres, seigneur du Pradel, Paris, Abrahamm Saugrain, 1605[3].